# Long Beach (Indiana)
Long Beach – miasto (town) w hrabstwie LaPorte, w stanie Indiana, w Stanach Zjednoczonych, położone nad jeziorem Michigan.

## Demografia
W 2000 roku miasto liczyło 1559 mieszkańców. W 2023 roku liczba mieszkańców spadła do 1174 osób, a gęstość zaludnienia poniżej 144 osób/km².